# الحامدية (الفيوم)
قرية الحامدية هي إحدى القرى التابعة لمركز أطسا في محافظة الفيوم في جمهورية مصر العربية. حسب إحصاءات سنة 2006، بلغ إجمالي السكان في الحامدية 6422 نسمة، منهم 3207 رجل و3215 امرأة.